# Горячеводский район
Горячеводский район — административно-территориальная единица в составе Терского округа и Ставропольского края, существовавшая в 1924—1929 и 1940—1953 годах. Центр — станица Горячеводская.

## История
Горячеводский район был образован 1924 года в составе Терского округа Северо-Кавказского края. 
Упразднён в 1929 году. 
Вновь восстановлен в 1940 году в составе Орджоникидзевского края (с 1943 года — Ставропольский) включая 4 сельсовета и поселковый совет совхоза № 25 горсовета Пятигорска, Винсадский сельсовет горсовета Ессентуки, Константиновский сельсовет Минераловодского района.. 
Упразднён 20 августа 1953 года с передачей его территории Пятигорскому горсовету.

## Население
По переписи 1926 года в районе проживали 38 550 человек, в том числе 18 403 мужчины и 20 147 женщин. Национальный состав: малороссы, великороссы и немцы.

## Территориальное деление
На начало 1927 года район состоял из 12 сельсоветов: Виноградные Сады, Горячеводский, Зольский, Карраский, Константиновский, Николаевский (Николаевская), Свободненский, Этокский, Юцкий, Лысогорский, Пятигорский, Железноводский.

## Руководство
- Упоминание 22 октября 1941 года — секретарь Горячеводского районного комитета партии Д. Н. Тихомиров[5]